# صدف ژاپنی
صدف ژاپنی (نام علمی: Crassostrea gigas) نام یک گونه از تیره چروک‌صدفان است.